# ازدواج همجنس در کانادا

پرچم کانادا پراید

ازدواج همجنس‌ در کانادا در ۲۰ ژوئیه ۲۰۰۵ قانونی شد، کانادا چهارمین کشور و نخستین کشور در قاره آمریکا است که ازدواج همجنس‌ها را در سطح ملی قانونی کرد. این تصمیم در ۲۰۰۳ آغاز شد و در حالی بود که ازدواج همجنس‌ها در هشت استان از ده استان و یک قلمرو از سه قلمرو قبل تر قانونی شده بود. این میزان شامل ۹۰٪ جمعیت می‌شد و پیش از قانونی کردن در سطح ملی، در این مناطق نزدیک به سه هزار ازدواج صورت گرفته‌بود.
برخلاف سوگیری بسیار سیاسی بحث ازدواج همجنس درایالات متحده، دولت‌های محلی در کانادا به شکل نامنتظره‌ای هوادار گسترش قانون ازدواج به زوج‌های همجنس بودند؛ اگرچه دولت مرکزی در ابتدا مخالف این امر بود. با قانونی شدن ازدواج همجنس‌ها در دو ایالت پرنفوذ اونتاریو و بریتیش کلمبیا، در نهایت دولت مرکزی نیز به این امر تن داد.
قانون ازدواج همجنس‌ در سطح ملی قانون ازدواج مدنی نام داشت و توسط نخست‌وزیر لیبرال کانادا پل مارتین به مجلس نمایندگان در ۱ فوریه ۲۰۰۵ معرفی شد و در ۲۸ ژوئن ۲۰۰۵ در مجلس نمایندگان و در ۱۹ ژوئیه ۲۰۰۵ توسط سنای کانادا تصویب شد.

## تاریخچه

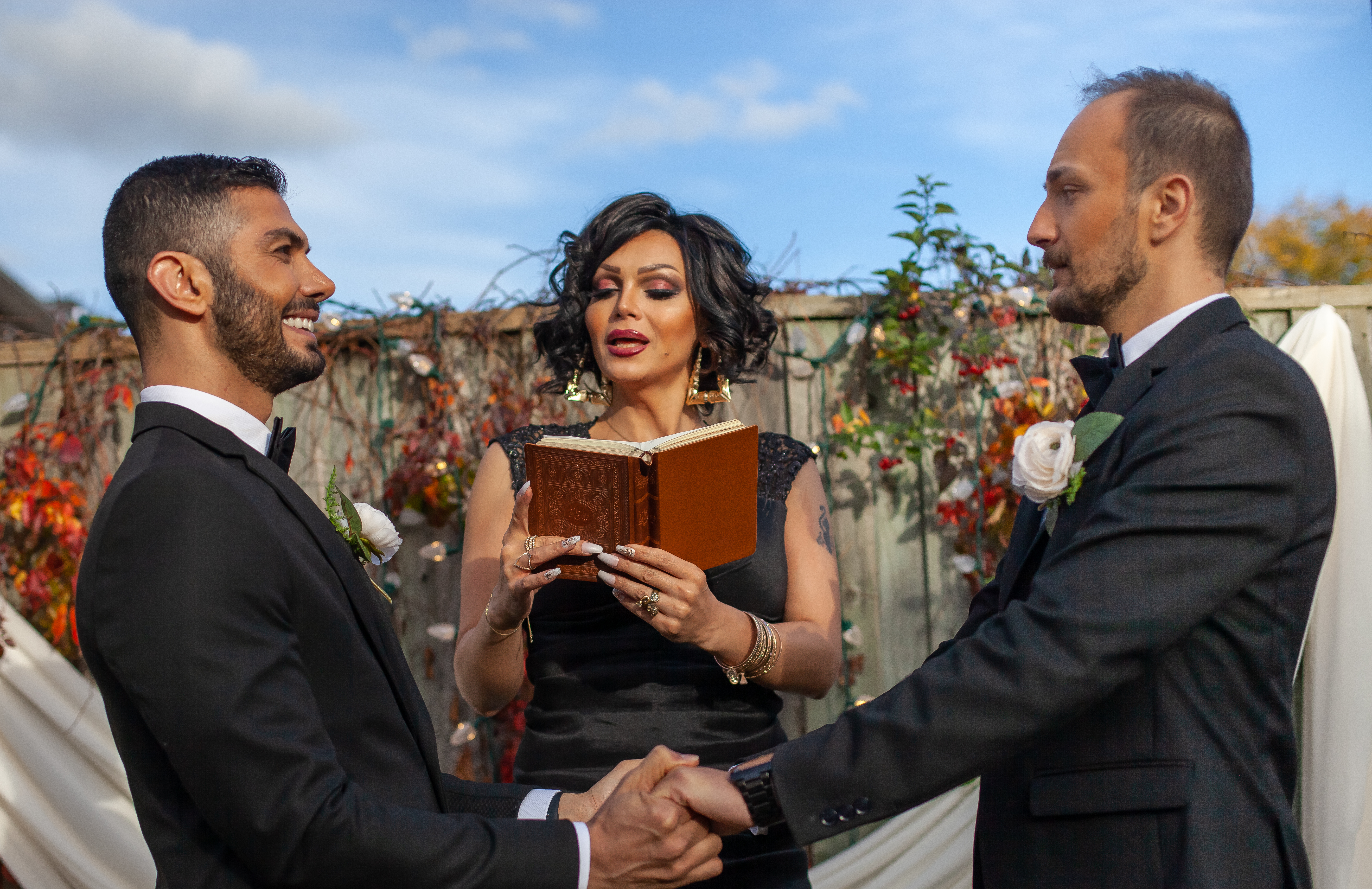
ازدواج دو مرد همجنس‌گرا در شهر تورنتو کانادا

یکی از نخستین تحولات در زمینه دادن حقوق برابر به همجنس‌گرایان در کانادا، تغییر قانون حقوق بشر کبک در سال ۱۹۷۷ و افزوده شدن «گرایش جنسی» به عنوان یکی از موارد عدم تبعیض به آن بود. این مسئله را می‌توان در ریشه‌های فرانسوی مردم کبک و این حقیقت دانست که پس از انقلاب فرانسه و در دورهٔ حکومت ناپلئون، همجنس‌گرایی از فهرست جرم‌ها برداشته شده بود. تغییر این قانون باعث شد تا کنشگران حقوق بشر و حقوق دگرباشان تلاش‌های خود را برای ایجاد برابری در دیگر قانون‌های استانی و ملی بیشتر کنند.
در دهه ۱۹۸۰، قانون اساسی کانادا تغییراتی به خود دید که از آن جمله افزوده شدن «منشور حقوق کانادایی‌ها» بود. در فصل ۱۵ این منشور آمده‌است:
همهٔ کسان در برابر و تحث قانون برابر هستند و حق دفاع یکسان و بهره یکسان از قانون بدون تبعیض و، به ویژه، تبعیض برپایه نژاد، خاستگاه ملیتی یا نژادی، رنگ، دین، جنسیت، سن، یا توانایی‌های جسمی و ذهنی را دارند.
اگرچه در این فصل سخنی از گرایش جنسی نیامده بود، ارائه این منشور باعث تغییرات مهم در بررسی‌های قضایی کانادا و چگونگی برخورد با موارد ازدواج میان همجنسان در این کشور شد.
در سال ۲۰۰۰ میلادی، سه پرونده قانونی در به چالش کشیدن خودداری دولت مرکزی از به رسمیت شناختن ازدواج همجنسگرایان توسط سه ایالت بریتیش کلمبیا، اونتاریو، و کبک به موازات هم تشکیل شدند. اگرچه آغاز تعدادی از این پرونده‌ها به مدت‌ها پیشتر از سال ۲۰۰۰ بازمی‌گشت، طولانی شدن روند درخواست‌ها باعث شدند که استماع پرونده‌ها و آغاز دادگاه مدت‌ها پس از درخواست انجام شوند.
متقاضیان برای درخواست‌های خود در دادگاه شواهد بسیاری ارائه دادند. در میان این شواهد سابقه زندگی زوج‌های همجنسگرا، بچه‌دار بودنشان، توانایی مالی، ارائه‌نامه‌های مالیاتی و غیره قرار داشت. همچنین، دلایل گوناگون مالی و عاطفی که زوج‌های همجنس را مایل به داشتن رابطه قانونی ازدواج می‌کرد به داده ارائه شدند. دولت محلی بریتیش کلمبیا و شهر تورنتو از درخواست زوج‌های همجنس پشتیبانی کرد، اما دولت مرکزی با این درخواست‌ها مخالفت می‌کرد. تلاش حقوق‌دانان و وکیلان دولت بر این بود تا با ارائه مدارک و استدلال‌های خود به دادگاه، بدان ثابت کنند که ازدواج دگرجنسگرایانه میان یک زن و یک مرد «قاعده‌ای جهان‌شمول» است.
پس از نزدیک به ۳ سال بررسی شواهد و پیگیری پرونده‌های حقوقی ازدواج، در بهار سال ۲۰۰۳ دادگاه‌های بریتیش کلمبیا و اونتاریو و کبک با استدلال به منشور حقوق کانادایی‌ها (و به ویژه فصل ۱۵ آن) رای بر عدم تبعیض میان زوج‌ها بر پایه گرایش جنسیشان و به رسمیت شناخته شدن ازدواج همجنسگرایان دادند. طبق رای این دادگاه‌ها، استان بریتیش کلمبیا از ۱۲ ژوئیه ۲۰۰۴، استان اونتاریو از ۱۰ ژوئن ۲۰۰۳، و کبک از ۱۹ مارس ۲۰۰۴ می‌بایست اقدام به برقراری ازدواج میان همجنسگرایان می‌کردند. رای این سه استان اصلی و پرجمعیت بر قانونی‌سازی ازدواج همجنسگرایان باعث تغییر بسیار سریع در نگرش دیگر استان‌ها به این موضوع شد؛ به گونه‌ای که در مدت زمان به نسبت کوتاهی (تا تابستان ۲۰۰۵) همهٔ استان‌ها و قلمروهای کانادا ازدواج همجنسگرایان را به رسمیت شناختند.

## استان‌ها بر پایه تاریخ قانونی‌سازی
- ۱۰ جوئن ۲۰۰۳: اونتاریو
- ۸ ژوئیه ۲۰۰۳: بریتیش کلمبیا
- ۱۶ مارس ۲۰۰۴: کبک
- ۱۴ ژوئیه ۲۰۰۴: قلمرو یوکان
- ۱۶ سپتامبر ۲۰۰۴: مانیتوبا
- ۲۴ سپتامبر ۲۰۰۴: نووااسکوشیا
- ۵ نوامبر ۲۰۰۴: ساسکاچوان
- ۲۱ دسامبر ۲۰۰۴: نیوفاندلند و لابرادور
- ۲۳ ژوئن ۲۰۰۵: نیوبرانزویک
- ۲۰ ژوئیه ۲۰۰۵: بقیه استان‌ها و قلمروها